# Lucía Sánchez Saornil
Lucía Sánchez Saornil (ur. 13 grudnia 1895 w Madrycie, zm. 2 czerwca 1970 w Walencji) – hiszpańska poetka, działaczka anarchofeministyczna. Jest najbardziej znana jako jedna z założycielek Mujeres Libres, członkini Krajowej Konfederacji Pracy (CNT) i Solidaridad Internacional Antifascista (SIA).

## Życiorys

### Wczesne lata
Urodziła się 13 grudnia 1895 w Madrycie. Jej rodzicami byli Eugenio Sánchez i Gabriela Saornil. Jej matka zmarła, gdy była mała, przez co została ze zubożałym ojcem i młodszą siostrą. W 1916 podjęła pracę w Compañía Telefónica de Madrid. W przeciwieństwie do większości hiszpańskich kobiet w tamtych czasach, Lucía była wykształcona i uczęszczała do Królewskiej Akademii Sztuk Pięknych w San Fernando.

### Działalność literacka
Lucia pisała pod męskim pseudonimem Luciano de San Saor. Pseudonim ten pozwolił jej na uzyskanie wiarygodności w zdominowanym przez mężczyzn środowisku, a także na nieskrępowaną i nieocenzurowaną eksplorację wątków homoseksualnych.
Była zaangażowana w ruch ultraistyczny i hiszpańską awangardę, oba gatunki zdominowane przez mężczyzn. Do 1919 publikowała w kilku czasopismach, m.in. w „Los Quijotes”, „Tableros”, „Plural”, „Manantial” i „La Gaceta Literaria”. Twórczość Lucii, mimo że była wybitną postacią swoich czasów, wciąż nie jest obecna we współczesnych dyskusjach o poezji tamtego okresu.
Sánchez Saornil pisała również o kobietach w czasie hiszpańskiej wojny domowej. W poezji zawierała ich wojenne doświadczenia. Teksty te wyróżniają się na tle innej literatury (poświęconej mężczyznom) w czasie hiszpańskiej wojny domowej.
Pisząc w anarchistycznych publikacjach takich jak „Ziemia i Wolność”, „Biały Magazyn” i „Solidarność Robotnicza”, Saornil podkreślała swoją feministyczną perspektywę. O ile raczej milczała w kwestii kontroli urodzeń, atakowała esencjalizm ról płciowych w hiszpańskim społeczeństwie. W ten sposób stała się jednym z najbardziej radykalnych głosów wśród anarchistycznych kobiet, odrzucając kulturowy wzorzec tradycyjnej kobiety, który wówczas pozostawał w dużej mierze niekwestionowany. W serii artykułów dla „Solidarności Robotniczej” odważnie odrzuciła łączenie przez Gregorio Marañónę macierzyństwa z istotą kobiecej tożsamości.

### Aktywizm oraz wojna domowa w Hiszpanii
Podczas hiszpańskiej wojny domowej kobiety były mobilizowane na wielu frontach. Saornil dowodziła niektórym z nich.
W latach 20. Saornil zaczęła związywać się z ruchem anarchosyndykalistycznym. Będąc telefonistką od 1916, uczestniczyła w strajku robotniczym w 1931. Jej zaangażowanie w aktywizm społeczny doprowadziło do tego, że została zwolniona z firmy Telefónica i przeniosła się z Walencji do Madrytu, gdzie wkrótce związała się z Krajową Konfederacją Pracy (CNT).
W 1933 została mianowana sekretarką ds. Korespondencji w CNT, dzięki czemu wydawała magazyn związku w okresie poprzedzającym hiszpańską wojnę domową. Lucia dostrzegała wśród członków CNT uprzedzenia wobec kobiet. Związek nie planował istnienia odrębnej organizacji kobiecej, ale Saornil współzałożyła organizację Mujeres Libres, która miała zająć się właśnie potrzebami kobiet. Ostatecznie CNT okazało się być stosunkowo przychylne kobiecej emancypacji.

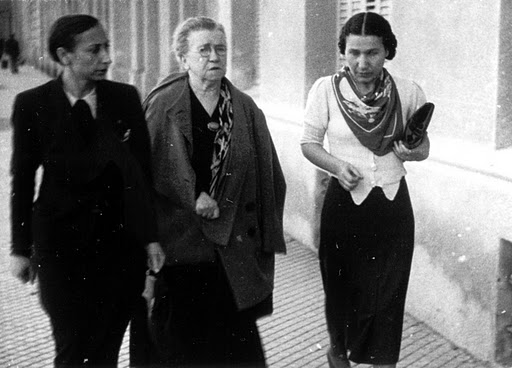
Emma Goldman i Lucía Sánchez Saornil

Emma Goldman korespondowała z Saornil i dawała swoje poparcie organizacji Mujeres Libres. Intuicje polityczne Goldman były w wielu aspektach zbieżne z programem Mujeres Libres.
Saornil opowiadała się za wolną miłością. Sama będąc lesbijką, nie zamierzała ukrywać swojego związku z Américą Barrosą, którą poznała w 1937, pracując w Walencji jako redaktorka pisma „Threshold”.

### Mujeres Libres
Organizacja Mujeres Libres (Wolne Kobiety) została założona w 1936 przez Saornil i dwie inne kobiety: Mercedes Comaposadę i Amparo Poch. Mujeres Libres było odłamem CNT, mającym nadzieję na zajęcie się sprawami kobiet i seksizmem w przejawiającym dotychczas gdzieniegdzie szowinizm ruchu anarchistycznym. Koncentrowało się na „podwójnej walce”, stawiając sobie za cel wyzwolenie kobiet i rewolucję społeczną. Mujeres Libres wydawało magazyn w ramach swojej działalności, przy czym trzy założycielki organizacji pracowały również jako redaktorki, pragnąc dzielić się swoją edukacją z wszystkimi kobietami. W sumie ukazało się 14 numerów pisma. W szczytowym okresie hiszpańskiej wojny domowej organizacja liczyła 30 000 członkiń.
Organizacja zajmowała się edukacją kobiet i dzieci, bowiem w ówczesnej Hiszpanii istotnym problemem pozostawał analfabetyzm. Wspierała szkoły na wiejskich terenach Hiszpanii, zwłaszcza w Andaluzji. Powstały również żłobki, które pomagały kobietom pogodzić pracę z opieką nad rodziną.
Mujeres Libres instruowało kobiety, jak ważna jest kontrola urodzeń i stawiało sobie za cel umożliwienie kobietom posiadania dzieci wtedy, kiedy same się na to zdecydują. Organizowało również akcje sprzeciwiające się prostytucji.

### Wygnanie
Po klęsce II Republiki, Saornil i jej partnerka América Barrosa zostały zmuszone do ucieczki do Paryża, gdzie Saornil działała w Solidaridad Internacional Antifascista (SIA). Wraz z upadkiem Francji na rzecz sił niemieckich, konieczne było dla nich ponowne przeniesienie się. Powróciły do Madrytu w 1941 lub 1942. Jej wygnanie i powrót pozostają nadal dość tajemnicze.
W Madrycie Saornil pracowała jako fotoedytorka, ale szybko musiała zmienić miejsce zamieszkania po tym, jak została uznana za weterankę anarchistyczną. Ona i América przeniosły się do Walencji, gdzie América miała rodzinę. Ze względu na wzrost znaczenia faszyzmu i moralizmu katolickiego, ich lesbijski związek narażał je na poważne niebezpieczeństwo i był utrzymywany w tajemnicy. Saornil nie mogła być również aktywna politycznie we frankistowskiej Hiszpanii. W tym czasie América pracowała w konsulacie Argentyny, podczas gdy Lucía kontynuowała swoją pracę jako redaktorka, aż do śmierci na raka piersi w 1970. Nie pozostawiła po sobie żadnych wspomnień.
Na epitafium nagrobnym Lucíi na Cmentarzu Generalnym w Walencji widnieje napis: „Ale czy to prawda, że nadzieja umarła?” (¿Pero es verdad que la esperanza ha muerto?).